# Llista d'episodis d'Assassination Classroom

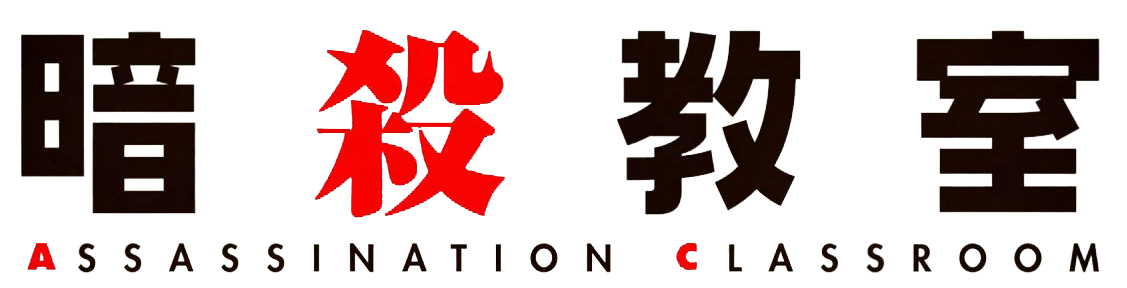
Logotip de la sèrie utilitzat a l'anime.

Assassination Classroom és una sèrie d'anime adaptada de la sèrie manga del mateix nom de Yūsei Matsui, publicada a la revista Shūkan Shōnen Jump de Shueisha. La sèrie segueix la classe 3-E de l'escola secundària Kunugigaoka que intenta assassinar el seu tutor, una criatura semblant a un pop anomenada Korosensei, abans de graduar-se, alhora que n'aprenen algunes lliçons valuoses. Produïda per Lerche i dirigida per Seiji Kishi, la primera temporada es va emetre al Japó per Fuji TV del 9 de gener al 19 de juny de 2015. La segona temporada es va emetre entre el 7 de gener de 2016 i el 30 de juny de 2016.
Abans de la sèrie de televisió, un vídeo d'animació original produït per Brain's Base es va projectar a Jump Super Anime Tour l'octubre de 2013 i es va incloure al setè volum del manga el 27 de desembre de 2013. Un segon episodi OVA, produït pel personal de la sèrie de televisió, es va projectar al Jump Special Anime Fest el novembre de 2014 i es va incloure al primer volum de BD/DVD de la sèrie el 27 de març de 2015.
Al 29 Manga Barcelona, Selecta Visión va anunciar que doblaria Assassination Classroom al català juntament amb Overlord. Finalment, la primera temporada es va estrenar el 20 de març de 2024 a la plataforma AnimeBox; i el 22 de març, la segona.

## Temporades
| Temporada | Temporada | Episodis | Episodis | Dates d'emissió originals | Dates d'emissió originals | Dates d'emissió en català |
| Temporada | Temporada | Episodis | Episodis | Primera emissió           | Última emissió            | Estrena                   |
| --------- | --------- | -------- | -------- | ------------------------- | ------------------------- | ------------------------- |
|           | 1         | 22       | 22       | 9 de gener de 2015        | 19 de juny de 2015        | 20 de març de 2024        |
|           | 2         | 25       | 25       | 7 de gener de 2016        | 30 de juny de 2016        | 22 de març de 2024        |

## Llista d'episodis

### 1a temporada (2015)
| Núm. total | Núm. de la temporada | Títol                                                                                                | Direcció                        | Guió                            | Data d'emissió original | Data d'estrena en català |
| --- | -------------------- | --- | ------------------------------- | ------------------------------- | ----------------------- | ------------------------ |
| 1 | 1                    | L'hora d'assassinar Ansatsu no Jikan (暗殺の時間)                                                    | Masahiro Mukai                  | Seiji Kishi                     | 9 de gener de 2015      | 20 de març de 2024       |
| La criatura que ha destruït la Lluna i que amenaça de fer el mateix amb la Terra d'aquí a un any es converteix en professor de l'institut Kunugigaoka i les autoritats ofereixen 10.000 milions de iens a l'alumne que el mati.                  |                      | |                                 |                                 |                         |                          |
| 2 | 2                    | L'hora del beisbol Yakyū no Jikan (野球の時間)                                                       | Takashi Kobayashi               | Takashi Kobayashi               | 16 de gener de 2015     | 20 de març de 2024       |
| El Sugino intenta assassinar el Korosensei emprant la seva habilitat com a jugador de beisbol, però fracassa i acaba desmoralitzat. El Nagisa mira d'animar-lo alhora que intenta descobrir els punts febles del professor.                      |                      | |                                 |                                 |                         |                          |
| 3 | 3                    | L'hora del Karma Karuma no Jikan (カルマの時間)                                                      | Akiyo Ohashi                    | Takuya Minezawa                 | 30 de gener de 2015     | 20 de març de 2024       |
| El Karma Akabane torna a classe després d'un període d'expulsió i intenta assassinar el Korosensei des del primer dia. El seu odi cap als professors el porta a jugar-se la vida en una aposta arriscada per matar-lo.                           |                      | |                                 |                                 |                         |                          |
| 4 | 4                    | L'hora dels adults Otona no Jikan (大人の時間)                                                       | Yusuke Kamada                   | Yusuke Kamada                   | 6 de febrer de 2015     | 20 de març de 2024       |
| Una nova professora de llengua estrangera que es diu Irina Jelavić arriba a la Classe 3-E enviada pel govern amb l'única intenció de tractar de seduir el Korosensei perquè el seu equip d'assassins el pugui exterminar.                        |                      | |                                 |                                 |                         |                          |
| 5 | 5                    | L'hora de l'assemblea Shūkai no Jikan (集会の時間)                                                   | Noriyuki Noya                   | Goichi Iwahata                  | 13 de febrer de 2015    | 20 de març de 2024       |
| Mentre la classe es prepara per celebrar una assemblea, la tímida Okuda intenta enverinar el Korosensei. Després del seu fracàs, el mateix professor l'ajuda a preparar un verí més efectiu amb resultats inesperats per a tots dos.             |                      | |                                 |                                 |                         |                          |
| 6 | 6                    | L'hora dels exàmens Tesuto no Jikan (テストの時間)                                                   | Takashi Kobayashi               | Takashi Kobayashi               | 20 de febrer de 2015    | 20 de març de 2024       |
| Per si els alumnes de la Classe 3-E no en tinguessin prou d'intentar assassinar el seu professor, és època d'exàmens i el Korosensei els motiva amenaçant de destruir l'institut si no hi treuen bones notes.                                    |                      | |                                 |                                 |                         |                          |
| 7 | 7                    | L'hora del viatge d'estudis (1a hora) Shūgakuryokō no Jikan: Ichi-Jikan-me (修学旅行の時間・1時間目) | Takashi Kobayashi               | Takashi Kobayashi               | 27 de febrer de 2015    | 20 de març de 2024       |
| Els alumnes de la Classe 3-E pretenen aprofitar l'esperat viatge a Kyoto per assassinar el Korosense. Però tot canvia quan la Kanzaki i la Kaede són segrestades pels alumnes d'un altre institut.                                               |                      | |                                 |                                 |                         |                          |
| 8 | 8                    | L'hora del viatge d'estudis (2a hora) Shūgakuryokō no Jikan: Ni-Jikan-me (修学旅行の時間・2時間目)   | Yusuke Kamada                   | Goichi Iwahata                  | 6 de març de 2015       | 20 de març de 2024       |
| Els alumnes de la Classe 3-E proporcionen a un franctirador professional múltiples ocasions per assassinar el Korosensei mentre miren d'aprofitar al màxim l'experiència del viatge a Kyoto.                                                     |                      | |                                 |                                 |                         |                          |
| 9 | 9                    | L'hora de l'alumne d'intercanvi Tenkōsei no Jikan (転校生の時間)                                     | Kinome Yu                       | Noriaki Saito                   | 13 de març de 2015      | 20 de març de 2024       |
| Després de tornar del viatge, els de la Classe 3-E s'assabenten de l'arribada d'un alumne d'intercanvi. Però el que els espera a classe és una intel·ligència artificial anomenada Artilleria Fixa d'Intel·ligència Autònoma.                    |                      | |                                 |                                 |                         |                          |
| 10 | 10                   | L'hora de la L i la R Eru Āru no Jikan (LRの時間)                                                    | Itoga Shintaro                  | Kinji Yoshimoto                 | 20 de març de 2015      | 20 de març de 2024       |
| El mestre de la Irina li demana que abandoni el lloc com a professora davant la impossibilitat d'eliminar el Korosensei. Poc després, el Korosensei s'emporta el Karma, el Nagisa i la Ritsu a Hawaii en un viatge que no oblidaran mai.         |                      | |                                 |                                 |                         |                          |
| 11 | 11                   | L'hora de l'alumne d'intercanvi (2a hora) Tenkōsei no Jikan: Ni-Jikan-me (転校生の時間・2時間目)     | Kinome Yu                       | Goichi Iwahata                  | 27 de març de 2015      | 20 de març de 2024       |
| La Classe 3-E dona la benvinguda a un nou alumne d'intercanvi, l'Itona, que no només té una mena d'habilitat especial que el fa més poderós que la Ritsu, sinó que a més a més assegura que és el germà petit del Korosensei.                    |                      | |                                 |                                 |                         |                          |
| 12 | 12                   | L'hora del torneig Kyūgi Taikai no Jikan (球技大会の時間)                                            | Itoga Shintaro                  | Takehiko Matsumoto              | 10 d'abril de 2015      | 20 de març de 2024       |
| Els alumnes de la Classe 3-E estan obligats a jugar un torneig d'exhibició contra l'equip de beisbol de l'institut. Entossudit a guanyar els seus antics companys, el Sugino convenç el Korosensei perquè sigui el seu entrenador.               |                      | |                                 |                                 |                         |                          |
| 13 | 13                   | L'hora del talent Sainō no Jikan (能の時間)                                                          | Daisei Fukuoka                  | Noriaki Saito                   | 17 d'abril de 2015      | 20 de març de 2024       |
| El professor Takaoka arriba a l'institut per substituir el Karasuma com a professor d'educació física. Tot i la seva aparença inofensiva, resulta que el Takaoka és un sàdic que fa servir mètodes molt durs als quals els estudiants s'oposen.  |                      | |                                 |                                 |                         |                          |
| 14 | 14                   | L'hora de la visió Bijon no Jikan (ビジョンの時間)                                                   | Akiyo Ohashi                    | Hiroshi Kugimiya                | 24 d'abril de 2015      | 20 de març de 2024       |
| El Korosensei fa una piscina privada al recinte de l'escola, cosa que permet als alumnes descobrir un dels seus principals punts febles. En Terasaka, però, interromp un dia d'estiu divertit amb un intent d'assassinat que va massa lluny.     |                      | |                                 |                                 |                         |                          |
| 15 | 15                   | L'hora dels exàmens quadrimestrals Kimatsu no Jikan (期末の時間)                                     | Fumio Ito                       | Noriaki Saito                   | 1 de maig de 2015       | 20 de març de 2024       |
| Els exàmens quadrimestrals s'acosten i el Korosensei ofereix als seus alumnes un incentiu que no podran rebutjar. Per la seva banda, els alumnes fan una arriscada aposta amb els cinc millors estudiants de la Classe 3-A.                      |                      | |                                 |                                 |                         |                          |
| 16 | 16                   | L'hora del final de les classes Shūgyō no Jikan: Ichi-gakki (終業の時間・1学期)                      | Takashi Kobayashi               | Takashi Kobayashi               | 8 de maig de 2015       | 20 de març de 2024       |
| La Classe 3-E i els cinc millors estudiants de la Classe 3-A disputen una ferotge batalla durant els dos dies d'exàmens. Es deuen haver beneficiat dels mètodes d'ensenyament del Korosensei, els alumnes de la Classe 3-E?                      |                      | |                                 |                                 |                         |                          |
| 17 | 17                   | L'hora de l'illa Shima no Jikan (島の時間)                                                           | Itoga Shintaro                  | Hiroshi Kugimiya                | 15 de maig de 2015      | 20 de març de 2024       |
| Els alumnes de la Classe 3-E s'entrenen intensament a les ordres d'un assassí professional de cara al seu intent d'assassinat a l'excursió a l'illa. Un cop allà, hauran d'aconseguir que tot surti segons el pla.                               |                      | |                                 |                                 |                         |                          |
| 18 | 18                   | L'hora de la veritat Kekkō no Jikan (決行の時間)                                                     | Daisei Fukuoka                  | Yoshito Nishoji, Daisei Fukuoka | 22 de maig de 2015      | 20 de març de 2024       |
| Finalment, l'elaborat intent d'assassinat del Korosensei es duu a terme, cosa que obliga el professor a prendre mesures desesperades. Poc després, la meitat de la classe cau malalta i la resta ha d'actuar ràpidament per salvar els companys. |                      | |                                 |                                 |                         |                          |
| 19 | 19                   | L'hora del Pandemònium Fukuma no Jikan (伏魔の時間)                                                  | Yusuke Kamada                   | Yusuke Kamada                   | 29 de maig de 2015      | 20 de març de 2024       |
| Els alumnes han de demostrar tot el que han après fins ara per infiltrar-se a un hotel d'alta seguretat ple de gent perillosa i així trobar l'antídot per als seus companys… i tot això sense l'ajuda del Korosensei.                            |                      | |                                 |                                 |                         |                          |
| 20 | 20                   | L'hora del Karma (2a part) Karuma no Jikan: Ni-Jikan-me (カルマの時間・2時間目)                      | Akiyo Ohashi                    | Shinichi Masaki                 | 5 de juny de 2015       | 20 de març de 2024       |
| La Classe 3-E continua l'ascens a l'última planta de l'hotel enfrontant-se a un criminal darrere l'altre. El Karma ha d'emprar tota la seva astúcia per superar un enemic formidable mentre el Nagisa s'infiltra a les files enemigues.          |                      | |                                 |                                 |                         |                          |
| 21 | 21                   | L'hora de XX XX no Jikan (XXの時間)                                                                  | Wada Heisaku                    | Wada Heisaku                    | 12 de juny de 2015      | 20 de març de 2024       |
| Seguint les ordres del Korosensei, els seus alumnes disputen una batalla desesperada contra l'assassí anomenat Gastro per salvar els seus companys. Però qui és la ment criminal que s'amaga darrere de tot?                                     |                      | |                                 |                                 |                         |                          |
| 22 | 22                   | L'hora del Nagisa Nagisa no Jikan (渚の時間)                                                         | Yoshito Nishoji, Itoga Shintaro | Yoshito Nishoji, Daisei Fukuoka | 19 de juny de 2015      | 20 de març de 2024       |
| Ha arribat l'hora del duel final a l'últim pis de l'Hotel Fukuma Denjo amb les vides de la meitat dels alumnes de la Classe 3-E en joc. Serà capaç de trobar la manera de sortir victoriós i salvar els seus companys, el Nagisa?                |                      | |                                 |                                 |                         |                          |

### 2a temporada (2016)
| Núm. total | Núm. de la temporada | Títol                                                                            | Direcció         | Guió                                    | Data d'emissió original | Data d'estrena en català |
| --- | -------------------- | -------------------------------------------------------------------------------- | ---------------- | --------------------------------------- | ----------------------- | ------------------------ |
| 23 | 1                    | L'hora de la fira d'estiu Natsumatsuri no Jikan (夏祭りの時間)                   | Yoshito Nishoji  | Yoshito Nishoji                         | 7 de gener de 2016      | 22 de març de 2024       |
| Després de guanyar la batalla contra el Takaoka a l'illa del sud, el Korosensei proposa una prova de valor per aparellar els alumnes, però la cosa acaba derivant en una estratègia de la classe per aparellar el Karasuma i la Irina.                               |                      |                                                                                  |                  |                                         |                         |                          |
| 24 | 2                    | L'hora de la Kaede Kaede no Jikan (カエデの時間)                                 | Itoga Shintaro   | Noriaki Saito                           | 14 de gener de 2016     | 22 de març de 2024       |
| Tota la Classe 3-E ajuda la Kaede amb la seva Operació Flam Explosiu per assassinar el Korosensei. Poc després, les notícies d'un misteriós lladre de roba interior fan estendre el pànic a la ciutat de Kunugigaoka.                                                |                      |                                                                                  |                  |                                         |                         |                          |
| 25 | 3                    | L'hora de l'Itona Horibe Horibe Itona no Jikan (堀部糸成の時間)                  | Rei Yabana       | Tokuaki Saito, Yoshito Jinshoji         | 21 de gener de 2016     | 22 de març de 2024       |
| Seguint les ordres del Shiro, l'Itona intenta assassinar una vegada més el Korosensei. Finalment, el Shiro es desempallega de l'Itona i els de la Classe 3-E tracten d'alliberar el noi de la seva obsessió per poder extreure-li els tentacles i salvar-li la vida. |                      |                                                                                  |                  |                                         |                         |                          |
| 26 | 4                    | L'hora de girar el fil Tsumugu Jikan (紡ぐ時間)                                  | Kinome Yu        | Kinome Yu                               | 28 de gener de 2016     | 22 de març de 2024       |
| Després d'incorporar-se a la classe 3-E, l'Itona aconsegueix guanyar-se els nois gràcies a la seva estratègia del tanc per control remot. Poc després, el Korosensei proposa que tots els alumnes facin servir noms en clau durant un dia sencer.                    |                      |                                                                                  |                  |                                         |                         |                          |
| 27 | 5                    | L'hora del líder Rīdā no Jikan (リーダーの時間)                                  | Yoshimichi Hirai | Yoshimichi Hirai                        | 4 de febrer de 2016     | 22 de març de 2024       |
| L'Asano descobreix que l'Isogai està treballant a temps parcial per ajudar la seva família i amenaça de denunciar-ho si la Classe 3-E no s'enfronta a la Classe A en una competició de fer caure el pal al festival d'esport.                                        |                      |                                                                                  |                  |                                         |                         |                          |
| 28 | 6                    | L'hora de l'abans i el després Rīdā no Jikan (ビフォーアフターの時間)            | Fumio Ito        | Shinichi Masaki                         | 11 de febrer de 2016    | 22 de març de 2024       |
| Els alumnes de la Classe 3-E provoquen un accident en què resulta ferit un director de preescolar. Com a càstig, han de treballar dues setmanes a l'escola en lloc de preparar-se pels exàmens quadrimestrals.                                                       |                      |                                                                                  |                  |                                         |                         |                          |
| 29 | 7                    | L'hora del Déu de la Mort (1a part) Shinigami no Jikan Zenpen (死神の時間 前編)  | Noriyuki Noya    | Tokuaki Saito, Yoshito Jinshoji         | 18 de febrer de 2016    | 22 de març de 2024       |
| El darrer pla de la classe per aparellar el Karasuma i la Irina fa que la professora desaparegui durant diversos dies. Aleshores es presenta davant d'ells l'assassí conegut com a Déu de la Mort, que assegura haver segrestat la Irina.                            |                      |                                                                                  |                  |                                         |                         |                          |
| 30 | 8                    | L'hora del Déu de la Mort (2a part) Shinigami no Jikan Kōhen (死神の時間 後編)   | Nobu Ishida      | Takehiko Matsumoto                      | 25 de febrer de 2016    | 22 de març de 2024       |
| Les habilitats del Déu de la Mort i la traïció de la Irina posen entre les cordes el Korosensei i la Classe 3-E. El Karasuma haurà de decidir entre deixar morir el Korosensei i salvar el món, o salvar les vides dels seus alumnes.                                |                      |                                                                                  |                  |                                         |                         |                          |
| 31 | 9                    | L'hora del segon intent Ni-Shū-me no Jikan (2周目の時間)                         | Ken Ando         | Noriaki Saito                           | 3 de març de 2016       | 22 de març de 2024       |
| El Nagisa es planteja seriosament convertir-se en assassí professional, però la seva mare vol que abandoni la Classe 3-E. El Korosensei es fa passar pel Karasuma per intentar convèncer-la que no canviï d'institut el Nagisa.                                      |                      |                                                                                  |                  |                                         |                         |                          |
| 32 | 10                   | L'hora del festival escolar Gakuen-sai no Jikan (学園祭の時間)                   | Itoga Shintaro   | Hiroshi Kugimiya                        | 10 de març de 2016      | 22 de març de 2024       |
| L'Institut Kunugigaoka celebra un festival on les classes competeixen per guanyar diners. Mentre la Classe A aprofita les connexions amb empresaris i patrocinadors, la Classe 3-E opta per un enfocament més autosuficient.                                         |                      |                                                                                  |                  |                                         |                         |                          |
| 33 | 11                   | L'hora del final del segon quadrimestre Gakuen-sai no Jikan (期末の時間 2時間目) | Kinome Yu        | Kinome Yu                               | 17 de març de 2016      | 22 de març de 2024       |
| S'acosta l'hora dels exàmens finals i el director utilitza tècniques de rentada de cervell amb la Classe A. L'Asano demana a la Classe 3-E que derroti la Classe A als exàmens per posar fi a la política educativa del seu pare.                                    |                      |                                                                                  |                  |                                         |                         |                          |
| 34 | 12                   | L'hora de pensar amb creativitat Gakuen-sai no Jikan (空間の時間)                | Yoshimichi Hirai | Daisei Fukuoka                          | 24 de març de 2016      | 22 de març de 2024       |
| El clímax dels exàmens quadrimestrals enfronta l'Asano i el Karma en un difícil problema de matemàtiques. Després de la derrota de la seva política educativa, el director amenaça de destruir el campus de la Classe 3-E i acomiadar el Korosensei.                 |                      |                                                                                  |                  |                                         |                         |                          |
| 35 | 13                   | L'hora de deixar viure Ikasu Jikan (生かす時間)                                  | Takashi Okawara  | Noriaki Saito                           | 31 de març de 2016      | 22 de març de 2024       |
| El Korosensei mira de resoldre els problemes dels llibres de text armats amb granades antiprofessor per salvar la feina i la classe. Però quin esdeveniment del passat va portar el director a convertir-se en l'educador despietat que és ara?                      |                      |                                                                                  |                  |                                         |                         |                          |
| 36 | 14                   | L'hora de la identitat secreta Shōtai no Jikan (正体の時間)                      | Atsuko Tonomizu  | Shinichi Tokaibayashi                   | 7 d'abril de 2016       | 22 de març de 2024       |
| El Korosensei, el Nagisa i la Kaede fan neteja al magatzem i recorden l'últim any que han viscut junts. Sense avisar, la Kaede ataca el Korosensei amb els seus propis tentacles i revela la seva veritable identitat.                                               |                      |                                                                                  |                  |                                         |                         |                          |
| 37 | 15                   | L'hora de la confessió Kokuhaku no Jikan (告白の時間)                            | Fumio Maezono    | Shinichi Masaki                         | 21 d'abril de 2016      | 22 de març de 2024       |
| El Nagisa ha de trobar la manera de frenar la set de sang de la Kaede el temps necessari perquè Korosensei pugui extreure-li els tentacles. Poc després, el Korosensei revela finalment la veritat del seu passat als seus alumnes.                                  |                      |                                                                                  |                  |                                         |                         |                          |
| 38 | 16                   | L'hora del passat Kako no Jikan (過去の時間)                                     | Fumio Ito        | Noriaki Saito                           | 28 d'abril de 2016      | 22 de març de 2024       |
| El Korosensei revela als alumnes com va ser el Déu de la Mort original, com va ser capturat i sotmès a experiments en un laboratori i com va acabar enamorant-se de l'antiga professora de la Classe 3-E.                                                            |                      |                                                                                  |                  |                                         |                         |                          |
| 39 | 17                   | L'hora de la discòrdia Bunretsu no Jikan (分裂の時間)                            | Takashi Okawara  | Tomohisa Taguchi                        | 5 de maig de 2016       | 22 de març de 2024       |
| La Classe 3-E està dividida entre el Nagisa i els que volen trobar la manera de salvar el Korosensei, i el Karma i els que volen matar-lo. El Korosensei proposa una competició de pintura per decidir si el maten o no.                                             |                      |                                                                                  |                  |                                         |                         |                          |
| 40 | 18                   | L'hora del resultat Kekka no Jikan (結果の時間)                                  | Takahiro Majima  | Shinichi Tokaibayashi                   | 12 de maig de 2016      | 22 de març de 2024       |
| La competició de pintura acaba amb un decisiu combat cos a cos entre el Nagisa i el Karma. Quin serà el resultat d'aquesta lluita fratricida entre amics amb el destí del Korosensei i de la Terra en joc?                                                           |                      |                                                                                  |                  |                                         |                         |                          |
| 41 | 19                   | L'hora de l'espai exterior Uchū no Jikan (宇宙の時間)                            | Itoga Shintaro   | Shinichi Tokaibayashi                   | 19 de maig de 2016      | 22 de març de 2024       |
| El Nagisa i el Karma són els elegits per infiltrar-se en un coet no tripulat i viatjar fins a l'Estació Espacial Internacional amb l'objectiu d'obtenir les dades experimentals que els poden permetre salvar el Korosensei.                                         |                      |                                                                                  |                  |                                         |                         |                          |
| 42 | 20                   | L'hora del dia de Sant Valentí Barentain no Jikan (バレンタインの時間)           | Akira Shimizu    | Shinichi Tokaibayashi                   | 26 de maig de 2016      | 22 de març de 2024       |
| Els alumnes comencen a preparar els exàmens d'ingrés a la universitat i el Nagisa es planteja convertir-se en professor. Mentrestant, el Karma i la Nakamura animen la Kaede perquè es declari al Nagisa el dia de Sant Valentí.                                     |                      |                                                                                  |                  |                                         |                         |                          |
| 43 | 21                   | L'hora de la confiança Shinrai no Jikan (信頼の時間)                             | Nobu Ishida      | Noriaki Saito                           | 2 de juny de 2016       | 22 de març de 2024       |
| Mentre la Classe 3-E està entretinguda amb la creació de l'anuari, el govern desencadena el seu pla final per assassinar el Korosensei. Per la seva banda, els alumnes prenen la determinació de reunir-se una vegada més amb el professor.                          |                      |                                                                                  |                  |                                         |                         |                          |
| 44 | 22                   | L'hora de l'aniversari feliç Happī Bāsudei no Jikan (ハッピーバースデイの時間)   | Yoshimichi Hirai | Goichi Iwahata                          | 9 de juny de 2016       | 22 de març de 2024       |
| Quan falten tres hores per a l'assassinat del Korosensei, els estudiants de la Classe 3-E posen en marxa el seu pla de rescat. Però tot canvia amb l'aparició del Yanagisawa i el modificat Déu de la Mort.                                                          |                      |                                                                                  |                  |                                         |                         |                          |
| 45 | 23                   | L'hora del vencedor final Rasubosu no Jikan (ラスボスの時間)                     | Fumio Ito        | Shinichi Tokaibayashi                   | 16 de juny de 2016      | 22 de març de 2024       |
| El Korosensei ha de fer front al Yanagisawa i al Déu de la Mort, tots dos modificats pel sèrum dels tentacles. Quan la Kaede surt ferida tractant de salvar el professor, el Korosensei allibera tota la ràbia.                                                      |                      |                                                                                  |                  |                                         |                         |                          |
| 46 | 24                   | L'hora de la graduació Sotsugyō no Jikan (卒業の時間)                            | Yoshito Nishoji  | Noriaki Saito                           | 23 de juny de 2016      | 22 de març de 2024       |
| La data límit s'acosta i els estudiants de la Classe 3-E prenen la decisió unànime d'assassinar ells mateixos l'afeblit Korosensei, el millor professor que han tingut mai, per salvar la Terra.                                                                     |                      |                                                                                  |                  |                                         |                         |                          |
| 47 | 25                   | L'hora del futur Mirai no Jikan (未来の時間)                                     | Takashi Okawara  | Noriaki Saito, Akito, Yoshihide Yuuzumi | 30 de juny de 2016      | 22 de març de 2024       |
| Ha arribat l'hora que els estudiants de la Classe 3-E deixin enrere la classe de l'assassinat i continuïn endavant amb la vida. Set anys després, es reuneixen a l'antic campus per posar-se al dia del que han fet a les seves vides.                               |                      |                                                                                  |                  |                                         |                         |                          |